# Petrova vas
Petrova vas – wieś w Słowenii, w gminie Črnomelj. W 2018 roku liczyła 109 mieszkańców.